# Chet Walker
Chester "Chet" Walker (Benton Harbor, Míchigan; 22 de febrero de 1940-8 de junio de 2024) fue un jugador de baloncesto estadounidense que disputó trece temporadas de la NBA. Con 2,00 metros de altura, jugaba en la posición de alero.

## Trayectoria deportiva

### Universidad
Jugó durante 4 temporadas con los Braves de la Universidad de Bradley, con los que ganó en una ocasión el National Invitation Tournament (NIT), en 1960. En total promedió 24,4 puntos y 12,8 rebotes por partido.

### Profesional
Fue elegido en la duodécima posición del Draft de la NBA de 1962 por Syracuse Nationals, donde en su primera temporada fue elegido en el Mejor quinteto de rookies, tras promediar 12,3 puntos y 7,2 rebotes por partido. Al año siguiente el equipo se trasladó de ciudad, pasando a denominarse Philadelphia 76ers, donde jugó 6 temporadas más. Fue parte importante en el equipo de la temporada 1966-67, en la cual ganaron 69 partidos en fase regular, y acabaron con la supremacía de los Boston Celtics ganando el título de campeones, que había estado en poder de los de Massachusetts durante 8 temporadas consecutivas. Junto con el pívot Wilt Chamberlain, los bases Hal Greer y Wali Jones, y Billy Cunningham actuando de sexto hombre, fueron considerados como uno de los  10 mejores equipos de la historia de la NBA.
Al año siguiente fichó por Chicago Bulls, donde permaneció sus últimas 6 temporadas como profesional, sin bajar en ninguna de ellas de los 19,2 puntos y 5 rebotes por partido. En 1971 fue el mejor lanzador de tiros libres de la liga, con un 85,9% de efectividad, figurando entre los diez mejores especialistas de todos los tiempos. En el total de sus 13 temporadas promedió 18,2 puntos y 7,1 rebotes por partido.

## Estadísticas
|  | Denota temporada en la que fue campeón de la NBA |

### Temporada regular
| Año      | Equipo       | PJ    | PT | MPP  | %TC  | %3P | %TL  | RPP  | APP | ROB | TPP | PPP  |
| -------- | ------------ | ----- | -- | ---- | ---- | --- | ---- | ---- | --- | --- | --- | ---- |
| 1962-63  | Syracuse     | 78    | –  | 25.5 | .469 | –   | .699 | 7.2  | 1.1 | –   | –   | 12.3 |
| 1963-64  | Philadelphia | 76    | –  | 36.5 | .440 | –   | .711 | 10.3 | 1.6 | –   | –   | 17.3 |
| 1964-65  | Philadelphia | 79    | –  | 27.7 | .403 | –   | .742 | 6.7  | 1.7 | –   | –   | 13.2 |
| 1965-66  | Philadelphia | 80    | –  | 32.5 | .451 | –   | .716 | 8.0  | 2.5 | –   | –   | 15.3 |
| 1966-67† | Philadelphia | 81    | –  | 33.2 | .488 | –   | .766 | 8.1  | 2.3 | –   | –   | 19.3 |
| 1967-68  | Philadelphia | 82    | –  | 32.0 | .460 | –   | .726 | 7.4  | 1.9 | –   | –   | 17.9 |
| 1968-69  | Philadelphia | 82    | –  | 33.6 | .484 | –   | .804 | 7.8  | 1.8 | –   | –   | 18.0 |
| 1969-70  | Chicago      | 78    | –  | 34.9 | .477 | –   | .850 | 7.7  | 2.5 | –   | –   | 21.5 |
| 1970-71  | Chicago      | 81    | –  | 36.1 | .465 | –   | .859 | 7.3  | 2.2 | –   | –   | 22.0 |
| 1971-72  | Chicago      | 78    | –  | 33.2 | .505 | –   | .847 | 6.1  | 2.3 | –   | –   | 22.0 |
| 1972-73  | Chicago      | 79    | –  | 31.1 | .478 | –   | .832 | 5.0  | 2.3 | –   | –   | 19.9 |
| 1973-74  | Chicago      | 82    | –  | 32.5 | .486 | –   | .875 | 5.0  | 2.4 | 0.8 | 0.0 | 19.3 |
| 1974-75  | Chicago      | 76    | –  | 32.3 | .487 | –   | .860 | 5.7  | 2.2 | 0.6 | 0.1 | 19.2 |
| Total    | Total        | 1,032 | –  | 32.4 | .470 | –   | .796 | 7.1  | 2.1 | 0.7 | 0.1 | 18.2 |
| All-Star | All-Star     | 7     | 1  | 17.9 | .435 | –   | .850 | 2.6  | 1.3 | 0.0 | 0.0 | 8.1  |

### Playoffs
| Año   | Equipo       | PJ  | PT | MPP  | %TC  | %3P | %TL  | RPP  | APP | ROB | TPP | PPP  |
| ----- | ------------ | --- | -- | ---- | ---- | --- | ---- | ---- | --- | --- | --- | ---- |
| 1963  | Syracuse     | 5   | –  | 26.0 | .509 | –   | .733 | 9.4  | 1.8 | –   | –   | 15.2 |
| 1964  | Philadelphia | 5   | –  | 38.0 | .390 | –   | .739 | 10.4 | 2.6 | –   | –   | 18.8 |
| 1965  | Philadelphia | 11  | –  | 42.6 | .480 | –   | .760 | 7.2  | 1.6 | –   | –   | 20.3 |
| 1966  | Philadelphia | 5   | –  | 36.2 | .375 | –   | .806 | 7.4  | 3.0 | –   | –   | 14.6 |
| 1967† | Philadelphia | 15  | –  | 36.7 | .467 | –   | .807 | 7.6  | 2.1 | –   | –   | 21.7 |
| 1968  | Philadelphia | 13  | –  | 37.3 | .410 | –   | .679 | 7.4  | 1.8 | –   | –   | 19.1 |
| 1969  | Philadelphia | 4   | –  | 27.3 | .535 | –   | .667 | 5.8  | 2.0 | –   | –   | 13.5 |
| 1970  | Chicago      | 5   | –  | 35.6 | .422 | –   | .818 | 8.4  | 2.2 | –   | –   | 19.4 |
| 1971  | Chicago      | 7   | –  | 33.4 | .440 | –   | .708 | 7.1  | 3.1 | –   | –   | 15.0 |
| 1972  | Chicago      | 4   | –  | 24.3 | .421 | –   | .813 | 3.5  | 1.0 | –   | –   | 11.3 |
| 1973  | Chicago      | 7   | –  | 32.7 | .347 | –   | .892 | 8.9  | 2.0 | –   | –   | 16.7 |
| 1974  | Chicago      | 11  | –  | 36.6 | .509 | –   | .861 | 5.5  | 1.6 | 0.9 | 0.1 | 20.9 |
| 1975  | Chicago      | 13  | –  | 33.2 | .494 | –   | .880 | 4.6  | 1.8 | 1.0 | 0.1 | 17.5 |
| Total | Total        | 105 | –  | 35.1 | .449 | –   | .787 | 7.0  | 2.0 | 1.0 | 0.1 | 18.2 |